# مكتب مبادرات الصناعة الألمانية في دول شمال إفريقيا والشرق الأوسط

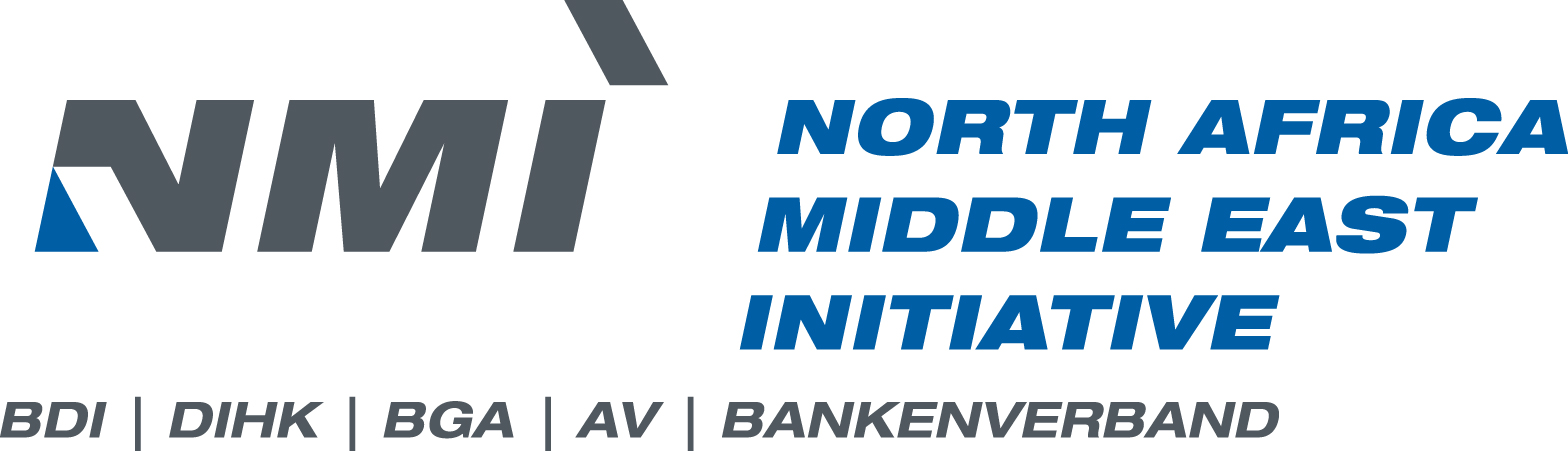
شعار المُبَادَرَة

تم تأسيس مُبَادَرَة الاقتصاد الألماني لصالح دول شمال أفريقيا والشرق الأوسط (اختصارها NMI) من قبل أكبر خمس منظمات اقتصادية في ألمانيا وهم:
- اتحاد الصناعات الألمانية BDI
- اتحاد الغرف التجارية الألمانية DIHK
- اتحاد تجارة الجملة والتجارة الخارجية والخدمات BGA
- جمعية أفريقيا Afrika-Verein
- اتحاد البنوك الألمانية Bankenverband.

## آلية العمل
تعمل رابطة الNMI على توطيد العلاقات الاقتصادية بين ألمانيا ودول شمال أفريقيا والشرق الأوسط وتبحث سبل تعزيز العلاقات الثنائية في المجال الصناعي، والتجاري, والمالى، ومجال الخدمات.
وتعتز الرابطة بعلاقاتها المتميزة برجال الأعمال وصناع القرار في كل من ألمانيا ودول شمال أفريقيا والشرق الأوسط، وتمد كلا منهم بالعون والاستشارات الاقتصادية والسياسية وقت الحاجة.
يتم تنسيق الرابطة عن طريق الBDI ويرأس الرابطة منذ 1 يناير 2016 البروفيسور الدكتور سيجفريد روسورم، عضو الهيئة الإدارية لدى سيمنز في ألمانيا سيمنز

## البلدان المعنية
تعد الرابطة حلقة الوصل بين الشركات الألمانية والحكومة الفدرالية من أجل تنشيط وتيسير التبادل الأقتصادي مع الدول الأتية:
- الأردن
- إسرائيل
- أفغانستان
- الإمارات العربية المتحدة
- إيران
- باكستان
- البحرين
- تونس
- الجزائر
- السعودية
- السلطة الوطنية الفلسطينية
- سوريا
- العراق
- عمان
- قطر
- الكويت
- لبنان
- ليبيا
- مصر
- المغرب
- اليمن

## وصلات خارجية
- www.nm-initiative.de/en الموقع الإلكتروني